# 比瑞尔伍德 (北达科他州)
比瑞尔伍德（英語：Briarwood），是美国北达科他州下属的一座城市。根据2010年美国人口普查，该市有人口73人。